# Carlos Gilly
Pour les articles homonymes, voir Gilly.
Carlos Gilly Ortiz, né le 19 novembre 1940 à Mora (province de Tolède), est un historien espagnol qui s'intéresse particulièrement à l'histoire du premier mouvement rosicrucien, à l'école de Paracelse et à l'alchimie.

## Biographie
Carlos Gilly va à l'école à Mora, Tolède et Madrid et étudie l'histoire (avec Werner Kaegi), la philosophie (avec Kurt Rossmann) et l'espagnol (avec Germà Colón) à l'Université de Bâle de 1966 à 1971.
De 1972 à 1979, il travaille comme antiquaire. En 1979, il obtient sa licence avec un travail sur Theodor Zwinger.
En 1985, il obtient son doctorat sous la direction de Hans Rudolf Guggisberg sur l'Espagne et l'imprimerie à Bâle au XVIe siècle. De 1985 à 2008, il travaille comme bibliothécaire scientifique à la Bibliotheca Hermetica Philosophica d'Amsterdam. Dans ce contexte, il visite de nombreuses bibliothèques en Europe à la recherche de manuscrits et de livres rares concernant l'environnement hermétique et l'alchimie, les gnostiques, la magie, les mouvements de Réforme radicale et la Kabbale. Il y organise des expositions (dont certaines sont également présentées à Florence, Venise, Wolfenbüttel et Moscou) et édite des anthologies. En 1996, il est habilité à l'Université de Bâle (via Adam Haslmayr) et y est professeur privé d'histoire générale et suisse jusqu'en 2004. Après sa retraite, il continué à travailler à la Bibliotheca Hermetica.
Entre autres, il s'est intéressé aux premiers typographes et éditeurs de livres à Bâle au XVIe siècle (comme Pietro Perna), Adam Haslmayr, Matteo Gribaldi, Heinrich Khunrath, Jacob Böhme, Baruch de Spinoza, Theodor Zwinger (pour ses travaux sur Zwinger, il a reçu la médaille Jacob Burckhardt de la Fondation Goethe de Bâle), Johann Arndt, Paracelsus, les Rosicruciens (par ex. en rapport avec Tommaso Campanella, Johann Amos Comenius, connexions avec la Russie, Johann Valentin Andreae), Johannes Oporinus, Guillaume Postel, Sebastian Castellio, Antonio de Nebrija (et Erasmus de Rotterdam) et Juan de Valdés (études sur Valdés en tant que traducteur et commentateur de Martin Luther) et l'histoire intellectuelle de l'hermétisme.

## Publications
- Spanien und der Basler Buchdruck bis 1600. Ein Querschnitt durch die spanische Geistesgeschichte aus der Sicht einer europäischen Buchdruckerstadt (= Basler Beiträge zur Geschichtswissenschaft. Bd. 151). Helbing und Lichtenhahn, Basel/Frankfurt am Main 1985 (Dissertation).
- Adam Haslmayr (1562–1631). Der erste Verkünder der Rosenkreuzer. Mit der Faksimile-Wiedergabe der „Antwort an die lobwürdige Brüderschafft der Theosophen vom RosenCreutz“ aus dem Jahre 1612 und dem Verzeichnis von Haslmayrs Werken im „Nuncius Olympicus“ von 1626. Pelikaan, Amsterdam / Frommann-Holzboog, Stuttgart 1994.
- Paracelsus in der Bibliotheca Philosophica Hermetica Amsterdam. Ausstellung zum 500. Geburtsjahr des Theophrastus Bombast von Hohenheim, Paracelsus genannt. Pelikaan, Amsterdam 1993.
- Die Manuskripte in der Bibliothek des Johannes Oporinus. Verzeichnis der nach Oporins Tod (7.7.1568) in Basel beschlagnahmten Manuskripte und Druckvorlagen mit ausführlicher Beschreibung der heute noch vorhandenen Exemplare (= Schriften der Universitätsbibliothek Basel. Bd. 3). Schwabe, Basel 2001.

Rédaction (avec ses propres contributions)
- Johann Valentin Andreae. Die Manifeste der Rosenkreuzerbruderschaft 1586–1986, Katalog einer Ausstellung der Bibliotheca Philosophica Hermetica (= Hermes. Bd. 3). Pelikaan, Amsterdam 1986.
- 500 Years of Gnosis in Europe / 500 let gnostica v Evrope. Exhibition of printed Books and Manuscripts from the Gnostic Tradition Moscow & St Petersburg, Organized by Bibliotheca Philosophica Hermetica / M. I. Rudomino Russian State Library for Foreign Literature. Pelikaan, Amsterdam 1993.
- avec Sebastiano Gentile : Marsilio Ficino e il ritorno di Ermete Trismegisto / Marsilio Ficino and the return of Hermes Trismegistus. Centro Di, Florenz 1999/2001.
- Cimelia Rhodostaurotica. Die Rosenkreuzer im Spiegel der zwischen 1610 und 1660 entstandenen Handschriften und Drucke. Ausstellung der Bibliotheca Philosophica Hermetica Amsterdam und der Herzog August Bibliothek Wolfenbüttel. Pelikaan, Amsterdam 1995.
- Avec Friedrich Niewöhner : Rosenkreuz als europäisches Phänomen im 17. Jahrhundert. Akten zum 35. Wolfenbütteler Symposium. Pelikaan, Amsterdam / Frommann-Holzboog, Stuttgart 2001.
  - Contributions : 
  - Die Rosenkreuzer als europäisches Phänomen im 17. Jahrhundert und die verschlungenen Pfade der Forschung. S. 19–56
  - Campanella and the Rosicrucians. S. 190–211
  - Abraham von Franckenberg und die Rosenkreuzer. Zur Datierung der Tabula Universalis Theosophica Mystica et Cabalistica von 1623. S. 212–233
  - Der „Löwe von Mitternacht“, der „Adler“ und der „Endchrist“: Die politische, religiöse und chiliastische Publizistik in den Flugschriften, illustrierten Flugblättern und Volksliedern der Dreissigjährigen Krieges. S. 234–266.
- avec Cis van Heertum : Magia, alchimia, scienza dal '400 al '700: L’influsso di Ermete Trismegisto / Magic, alchemy and science 15th–18th centuries: The influence of Hermes Trismegistus (= Biblioteca Nazionale Marciana – Bibliotheca Philosophica Hermetica). 2 Bände. Centro Di, Florenz 2002.

Essais
- Zwischen Erfahrung und Spekulation: Theodor Zwinger und die religiöse und kulturelle Krise seiner Zeit. In: Basler Zeitschrift für Geschichte und Altertumskunde 77 (1977), S. 57–137; 79 (1979), S. 125–233 (Digitalisate: Teil 1; PDF; 9,3 MB; Teil 2; PDF; 10,2 MB)
- Vom ägyptischen Hermes zum Trismegistus Germanus. Wandlungen des Hermetismus in der paracelsistischen und rosenkreuzerischen Literatur. In: Peter-André Alt, Volkhard Wels  (Hrsg.): Konzepte des Hermetismus in der Literatur der Frühen Neuzeit. Vandenhoeck und Ruprecht, Göttingen 2010, S. 71–132.
- Das Bekenntnis zur Gnosis von Paracelsus bis auf die Schüler Jacob Böhmes. In: Roelof van den Broek, Cis van Heertum (Hrsg.): From Poemandres to Jacob Böhme. Gnosis, Hermetism and the Christian Tradition. Pelikaan, Amsterdam 2000, 385–425.

Il a travaillé sur les six volumes Bibliographia Rosicruciana. Das europäische Schrifttum zu den Rosenkreuzern des 17. und 18. Jahrhunderts (Pelikaan, Amsterdam).